# Oleksandr Šumbarec'
Oleksandr Jurijovyč Šumbarec' (in ucraino Олександр Юрійович Шумбарець?; 17 settembre 2001) è un combinatista nordico ucraino.

## Biografia
Attivo dal gennaio del 2018, Šumbarec' ha esordito ai Campionati mondiali a Oberstdorf 2021, dove si è classificato 46º nel trampolino lungo e 11º nella gara a squadre; ai Mondiali di Planica 2023 si è piazzato 44º nel trampolino normale, 43º nel trampolino lungo e 10º nella gara a squadre. Ha debuttato in Coppa del Mondo il 13 gennaio 2024 a Oberstdorf (51º) e ai Mondiali di Trondheim 2025 è stato 39º nel trampolino normale, 30º nel trampolino lungo e 9º nella gara a squadre. Non ha preso parte a rassegne olimpiche.